# Lijst van wielrenners - P
Dit is een lijst van wielrenners met als beginletter van hun achternaam een P.

## Pa
- Sanne van Paassen
- Quentin Pacher
- Arrigo Padovan
- Pavel Padrnos
- Jonathan Page
- Luciano Pagliarini
- Roberto Pagnin
- Andrea Pagoto
- Asja Paladin
- Soraya Paladin
- Alice Palazzi
- Adrián Palomares
- Květoslav Palov
- Giuseppe Palumbo
- Arnaldo Pambianco
- Wladimiro Panizza
- Marco Pantani (Il Pirata, Il Elefantino)
- Enrico Paolini
- Luca Paolini
- Sergio Pardilla
- Fabrice Parent
- Aurélien Paret-Peintre
- Valentin Paret-Peintre
- François Parisien
- Sung Baek Park
- Leon Parmentier
- Iván Parra
- Fabio Parra
- Serge Parsani
- Luis Pasamontes
- Javier Pascual Llorente
- Javier Pascual Rodríguez
- Georges Passerieu
- Aurélien Passeron
- Domenico Passuello
- Fabien Patanchon
- Amber Pate
- Danny Pate
- Letizia Paternoster
- Maciej Paterski
- Paula Patiño
- Kilian Patour
- Ernest Paul
- Sérgio Paulinho
- Georges Paulmier
- Rémi Pauriol
- Claude Pauwels
- Eddy Pauwels
- Serge Pauwels
- Attilio Pavesi
- Eberardo Pavesi
- Olena Pavlukhina
- Katarzyna Pawłowska

## Pe
- Colby Pearce
- José Antonio Pecharroman
- William Peden
- Atle Pedersen
- Casper Pedersen
- Dag Erik Pedersen
- Martin Pedersen
- Mads Pedersen
- Walter Pedraza
- Antonio Pedrero
- Leo Peelen
- Chris Peers
- Ludo Peeters
- Wilfried Peeters
- Willem Peeters
- Wilfried Peffgen
- Allan Peiper
- Luboš Pelánek
- Charles Pélissier
- Francis Pélissier
- Henri Pélissier
- David Pell
- Kees Pellenaars
- Oscar Pelliccioli
- Roberto Pelliconi
- Franco Pellizotti
- Garrett Peltonen
- Esmée Peperkamp
- Víctor Hugo Peña
- Aketza Peña Iza
- Franck Pencolé
- Ronan Pensec
- Sara Penton
- Diana Peñuela
- Jean-Christophe Péraud
- Antoine Perche
- Christina Perchtold
- Beatriz Pereira
- Óscar Pereiro
- Aitor Pérez
- Alan Pérez
- Anthony Perez
- Francisco Pérez Sánchez
- Jesús Pérez
- Julio Alberto Pérez
- Luis Pérez Rodríguez
- Luis Pérez Romero
- Marlon Pérez
- Rubén Pérez
- Santiago Pérez
- Mathieu Perget
- André Perchicot
- Giancarlo Perini
- Andrea Peron
- Andrea Peron
- Franck Perque
- James Perry
- Silvia Persico
- Lucas Persson
- Domingo Perurena
- José Pesarrodona
- Uwe Peschel
- Jean-François Pescheux
- Antonio Pesenti
- Alessandro Petacchi (Ale Jet)
- Gerard Peters
- Nans Peters
- Jørgen Bo Petersen
- Thomas Peterson
- Stéphane Pétilleau
- Adrien Petit
- Lucien Petit-Breton
- Roberto Petito
- Danail Petrov
- Jevgeni Petrov
- Loretto Petrucci
- Giovanni Pettenella
- Erik Pettersson
- Gösta Pettersson
- Sture Pettersson
- Tomas Pettersson
- Rudy Pevenage

## Pf
- Christian Pfannberger

## Ph
- Fabrice Philipot
- Jasper Philipsen
- Davis Phinney
- Taylor Phinney

## Pi
- Gianluca Pianegonda
- Lech Piasecki
- Zbigniew Piątek
- Mariano Piccoli
- Laurent Pichon
- Alexandre Pichot
- Tom Pidcock
- Roeslan Pidhorny
- Domenico Piemontesi
- Leonardo Piepoli
- Jeff Pierce
- Germano Pierdomenico
- Dario Pieri
- Amy Pieters
- Peter Pieters
- Jan Pieterse
- Puck Pieterse
- Daniele Pietropolli
- Jakob Piil
- René Pijnen
- Daria Pikulik
- Wiktoria Pikulik
- Gabrielle Pilote Fortin
- Laurent Pillon
- Cédric Pineau
- Jérôme Pineau
- Roger Pingeon
- Celestino Pinho
- Álvaro Pino
- Thibaut Pinot
- Marco Pinotti
- Urša Pintar
- Georges Pintens
- Lenore Pipes
- Frits Pirard
- Stefano Pirazzi
- Elena Pirrone
- Roberto Pistore
- Edwige Pitel
- Laurence Pithie
- Valerio Piva
- Yann Pivois
- Arvis Piziks

## Pl
- Eddy Planckaert
- Francesco Planckaert
- Jef Planckaert
- Jo Planckaert
- Walter Planckaert
- Willy Planckaert
- Jan Plantaz
- Oskar Plattner
- Rubén Plaza
- David Plaza
- Anna Plichta
- Alexandru Pliușchin
- Samuel Plouhinec
- Ilse Pluimers
- Leo van der Pluym

## Po
- Miguel Poblet
- Massimo Podenzana
- Dean Podgornik
- Adrie van der Poel
- David van der Poel
- Mathieu van der Poel
- Vladimir Poelnikov
- Twan Poels
- Wout Poels
- Tadej Pogačar
- Roberto Poggiali
- Sara Poidevin
- Benoît Poilvet
- Pascal Poisson
- Enrico Poitschke
- Jan Polanc
- Edmond Polchlopek
- Eros Poli
- Giancarlo Polidori
- Olaf Pollack
- Michel Pollentier (Peerke Pollentier)
- Jolanta Polikevičiūtė
- Rasa Polikevičiūtė
- Nils Politt
- Maaike Polspoel
- Damien Pommereau
- Margot Pompanon
- Dani Vancells Pons
- Daniele Pontoni
- Simone Ponzi
- Max Poole
- Christian Poos
- Jaroslav Popovytsj
- Henk Poppe
- Boy van Poppel
- Danny van Poppel
- Jean-Paul van Poppel
- Nicolas Portal
- Sébastien Portal
- Richie Porte
- Geurt Pos
- Morris Possoni
- Peter Post
- Joost Posthuma
- Lucien Pothier
- Anna Potokina
- René Pottier
- Stéphane Poulhiès
- Raymond Poulidor (Poupou)
- Ciaran Power
- Neilson Powless
- Oscar Pozzi
- Filippo Pozzato (Pippo)
- Domenico Pozzovivo

## Pr
- Mikel Pradera
- Gabriella Pregnolato
- Georg Preidler
- Boris Premužic
- Arnaud Prétot
- Carmine Preziosi
- Matteo Priamo
- Cees Priem
- Tommy Prim
- Wim Prinsen
- René Privat
- Alessandro Proni
- Bert Pronk
- Jos Pronk
- Mattheus Pronk
- Matthé Pronk
- Louis Proost
- Robert Protin
- Piotr Przydział

## Pu
- Edita Pučinskaitė
- Igor Pugaci
- Mirko Puglioli
- Óscar Pujol
- Omar Pumar
- Mathieu Pustjens
- Erki Pütsep
- Joop van der Putten

A · B · C · D · E · F · G · H · I · J · K · L · M · N · O · P · Q · R · S · T · U · V · W · X · Y · Z